# Wasquehal Football
Wasquehal Football is een Franse voetbalclub uit Wasquehal.

## Geschiedenis
De club werd in 1924 opgericht als Union Sportive de Wasquehal en fuseerde in 1945 met Association Sportif Wasquehal en speelt sindsdien onder de huidige naam. Tussen 1997 en 2004 had de club een professionele status. Een dertiende plaats in de Ligue 2 is de hoogste klassering van de club. In de Franse bekertoernooien kwam de club geregeld ver. In 2015 promoveerde de club naar de CFA, waar de club twee seizoenen stand hield. In 2017 werd de naam Wasquehal Football aangenomen. In 2018 degradeerde de club uit de nationale reeksen en kon na twee jaar terugkeren. .

## Erelijst
- Championnat National (A)

1997
- Championnat de France amateur (D4)

1995
- Ligue du Nord-Pas de Calais

1988, 1998